# Ann-Christine Nyström
Ann-Christine Nyström (Helsínquia, 26 de julho de 1944 – Danderyd, 5 de outubro de 2022) foi uma cantora finlandesa que ficou conhecida no resto da Europa por ter representado o seu país no Festival Eurovisão da Canção 1966 que se realizou no Luxemburgo com canção Playboy.
Gravou muitas canções, não apenas na sua língua nativa o finlandês, mas também em inglês.

## Discografia

### Compilações
- "20 suosikkia – Lalaika" (compilação lançada em 1996)

}